# Феддерсен, Астрид Стампе
Астрид Стампе Феддерсен (дат. Astrid Stampe Feddersen; 19 декабря 1852 — 16 апреля 1930) — датская активистка по защите прав женщин и сестра баронессы и филантропа Ригмор Стампе Бендикс. Она рано присоединилась к женскому движению. С 1883 по 1887 год она входила в правление Датского женского общества (дат. Dansk Kvindesamfund), принимая активное участие в работе над решением проблем женщин. Астрид Стампе является автором работ «Женский вопрос» (дат. Kvindesagen) (опубликована в 1886 году, второе издание — в 1907 году) и «Можно ли отделить женский вопрос от вопроса о пороке?» (дат. Kan Kvindesagen og Sædelighedssagen skilles ad?) (1888). Она была дочерью Хенрика Стампе (1821—1892).

## Биография
Родившаяся в Кристинелунне, в окрестностях Вордингборга, Стампе имела знатное происхождение. Её личные наставники, её воспитание в Копенгагене и познавательные путешествия сделали её высокообразованной в области культуры дамой. Она выучила шведский, французский и английский языки, но не немецкий (из-за сравнительно недавних Датско-прусской войны, осложнившей отношение между двумя странами). Её муж Густав Феддерсен поддерживал её феминистские интересы и её членство в копенгагенском отделении Датского женского общества с 1882 года. Стампе стремилась укрепить позиции общества и распространить его влияние на провинции, что ей удавалось делать.
Стампе принимала участие в борьбе с проституцией и выступала за большее равенство между мужчинами и женщинами, включая незамужних женщин. С 1895 года она стремилась создать региональную поддержку своим идеям в Рингкёбинге и Хольстебро. В 1903 году она была избрана в правление Датского женского общества, а затем стала его вице-президентом. В 1906 году Стампе помогла подготовить законопроект, предусматривающий значительное улучшение прав незамужних матерей и их детей, а в 1914 году она председательствовала на первом Скандинавском совещании по правам женщин. В 1916 году она также поддержала дело женщин в Исландии в качестве соучредителя Датско-исландского общества.